# 山下Topo洋平
山下Topo洋平（やました トポ ようへい、1976年12月21日 - ）は、日本の音楽家。ケーナ奏者、サンポーニャ奏者、歌手、ギタリスト、作曲家。

## 略歴
東京都北区生まれ。幼少期は埼玉県狭山市、10歳から東京都北区で育つ。
南米フォルクローレに音楽的ルーツを持つが、幅広いジャンルを取り込んで演奏している。
東京都立文京高等学校時代にケーナを始める。学習院大学文学部哲学科に入学した時期から日本のフォルクローレバンド「グルーポ・カンタティ」に参加。大学は3か月で中退し、本格的に音楽活動を開始。
「グルーポ・カンタティ」時代は日本とボリビアで活動。南米ミュージシャンとのコラボレーションとしては、Ernesto Cavour、Fernando Jimenez、Guísela Santa Cruz、Edgar Villarroel、Los Chaskas、Reynaldo Vega、Jorge Cumboらと共演。グルーポ・カンタティでは3枚のアルバムに参加。
2006年には「グルーポ・カンタティ」を脱退。ソロ活動のほか、「Tierra Cuatro」「とぽけろっちぇ」、「ARCANA」、「Project QuO」、「Alas」など異なるコンセプトによるバンドをつぎつぎと立ち上げる。
海外では2015年ボリビア最大のジャズフェスティバル『Festi Jazz』にTierra Cuatroが招待されたことをきっかけにボリビアとアルゼンチンを回る3週間の南米ツアーを敢行。
2020年にはニューヨーク公演を行った。
後進の育成にも力を注いでおり、2018年には洗足学園音楽大学ワールドミュージックコース講師に就任。日本の音楽大学で初めてケーナとサンポーニャおよび南米フォルクローレの講師となる。
2021年には、配信プラットフォーム「シラス」にて配信チャンネル『山下Topo洋平のHappy New Moment』を開設。

## 作品

### リーダーアルバム
- Free Talk（2005年5月21日 Topo&Ariel名義 C&C Label）
- One day One Life（2008年10月15日 山下Topo洋平名義 Candy Records）
- とぽけろっちぇ（2010年12月22日 とぽけろっちぇ名義 Casnet）
- Topo Quartet（2011年1月26日 山下Topo洋平名義 Casnet）
- チャヲノム（2014年7月4日 チャヲノム名義）
- Tierra（2016年2月24日 Tierra Cuatro名義 ビクターエンタテインメント）
- The Fool（2016年5月11日 ARCANA名義 APOLLO SOUNDS）
- 遠くから遠くへ（2017年4月26日 Tierra Cuatro名義 ドリーミュージック）
- Solo Works1 -南米フォルクローレ弾き語り-（2019年12月3日 山下Topo洋平名義 Office New Moment）
- KOKOPELLI（2022年9月18日 山下Topo洋平名義 Office New Moment）

### DVD
- Tierra Cuatro 南米ツアー2015（2015年）
- Project QuO ライブDVD "Live Lab. 079"（2018年1月27日 アトス・インターナショナル）

### 楽譜
- Quena Songs ケーナのための南米フォルクローレ名曲集 Vol.1-5（2020年4月24日 Office New Moment）

### 配信シングル
- 穴の空いた満月（2021年 Project QuO名義 日本コロムビア）